# Paysage rural
Paysage rural (en russe : Сельский вид) est un tableau du peintre russe Alekseï Savrassov, membre de la société des peintres Ambulants, réalisé en 1867. Il est conservé à la Galerie Tretiakov à Moscou.
La toile se distingue par la richesse de sa transcription du paysage et ses choix de couleurs. Elle est réalisée dans une gamme complexe de coloris, présente une structure globale très émotionnelle et s'attache à la transmission scrupuleuse des détails. La proximité de la représentation des fleurs de pommiers, de la haie, de la cabane vétuste, du rucher, l'image du vieil apiculteur penché au-dessus de l'enfumeur se combinent harmonieusement avec la sensation spectaculaire provoquée par l'immensité des espaces ouverts à l'horizon.